# NGC 6850
| Galáxia espiral NGC 6850 |                                                                  |
|                          |                                                                  |
| Dados do catálogo:       |                                                                  |
| Classificação do objeto: | SB                                                               |
| Brilho superficial       | 13,4                                                             |
| Massa (Sol=1)            | ----                                                             |
| Outras denominações:     | ESO 185-G056, h 3806, GC 4530, AM 1959-545, IRAS 19595-5459, etc |

NGC 6850 é uma galáxia espiral situada na direção da constelação do Telescópio. Possui uma magnitude aparente de 12,6, uma declinação de -54º 50' 45" e uma ascensão reta de 20 horas, 03 minutos e 29,7 segundos.